# Municipio de Shiloh (Iowa)
El municipio de Shiloh (en inglés: Shiloh Township) es un municipio ubicado en el condado de Grundy en el estado estadounidense de Iowa. En el año 2010 tenía una población de 981 habitantes y una densidad poblacional de 10,59 personas por km².

## Geografía
El municipio de Shiloh se encuentra ubicado en las coordenadas 42°25′38″N 92°56′40″O / 42.42722, -92.94444. Según la Oficina del Censo de los Estados Unidos, el municipio tiene una superficie total de 92.65 km², de la cual 92,65 km² corresponden a tierra firme y (0 %) 0 km² es agua.

## Demografía
Según el censo de 2010, había 981 personas residiendo en el municipio de Shiloh. La densidad de población era de 10,59 hab./km². De los 981 habitantes, el municipio de Shiloh estaba compuesto por el 98,78 % blancos, el 0,2 % eran asiáticos, el 0,41 % eran de otras razas y el 0,61 % eran de una mezcla de razas. Del total de la población el 1,73 % eran hispanos o latinos de cualquier raza.